# Semjon Alexejewitsch Treskunow

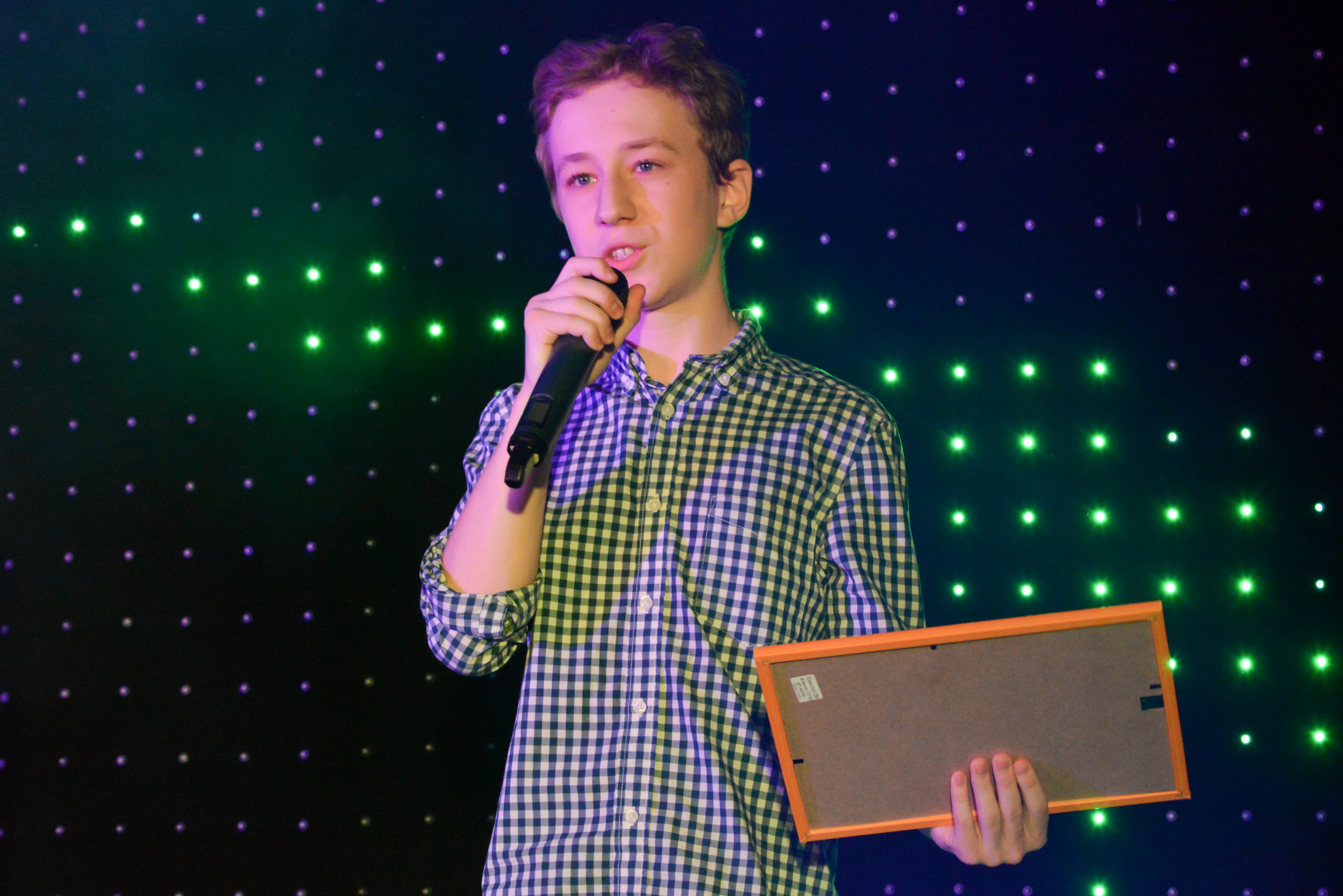
Semjon Alexejewitsch Treskunow (2015)

Semjon Alexejewitsch Treskunow (russisch Семён Алексеевич Трескунов, wiss. Transliteration Semën Alekseevič Treskunov; * 14. November 1999 in Moskau) ist ein russischer Schauspieler.

## Leben
Treskunow wurde in Moskau, Russland, geboren. Seine Mutter, Marina Treskunowa arbeitet als regionale Vertreterin des OWL-Kindermagazins, sein Vater Alexej Treskunow ist Geschäftsführer einer Grafikfirma. Während seiner Schulzeit nahm er an vielen kreativen Wettbewerben teil. Seine Eltern unterstützten ihn stets auf dem Weg zur Schauspielerei.
Ab 2010 folgten erste Statistenrollen, 2012 hatte er eine Nebenrolle in dem Spielfilm Moms. Größere Serienrollen übernahm er 2017 in The Ivanovs vs. The Ivanovs als Danila Ivanov in 20 Episoden und 2019 in Grand als Stanislav Syrskiy in 22 Episoden. Eine größere Filmrolle übernahm er 2018 in Grenzgänger – Zwischen den Zeiten.

## Filmografie (Auswahl)
- 2012: Moms (Mamy/Мамы)
- 2012: State of Emergency (Avariynoe sostoyanie/Аварийное состояние)
- 2012: Exchange the Wedding Rings (Obmenyaytes koltsami/Обменяйтесь кольцами)
- 2012: MosGaz (МосГаз) (Fernsehserie, Episode 1x01)
- 2012: Steel Butterfly (Stalnaya babochka/Стальная бабочка)
- 2013: Super Maks (Супер Макс) (Fernsehserie)
- 2013: I Give You My Word (Chastnoe pionerskoe/Частное пионерское)
- 2013: Studiya 17 (Студия 17) (Fernsehserie)
- 2013: Tretya mirovaya (Третья мировая) (Fernsehserie)
- 2013: Chyornye koshki (Черные кошки) (Fernsehserie)
- 2014: Champions (Chempiony/Чемпионы)
- 2014: Otmena vsekh ogranicheniy (Отмена всех ограничений) (Fernsehserie)
- 2014: The Lower Depths (Na dne/На дне)
- 2014: Vsyo snachala (Всё сначала) (Mini-Serie, 3 Episoden)
- 2014: Semeynyy biznes (Fernsehserie, Episode 1x01)
- 2014: Boys + Girls = (Malchiki + Devochki =/Мальчики + Девочки =)
- 2015: Ghost (Prizrak/Призрак)
- 2015: Chastnoe pionerskoe 2 (Частное пионерское 2)
- 2015: Perevodchik (Переводчик)
- 2015: Argentina (Mini-Serie)
- 2016: The Good Boy (Khoroshiy malchik/Хороший мальчик)
- 2016: Sofiya (София) (Mini-Serie, 2 Episoden)
- 2017: Chastnoe pionerskoe 3 (Частное пионерское 3)
- 2017: The Ivanovs vs. The Ivanovs (Ivanov-Ivanov/Ивановы-Ивановы) (Fernsehserie, 20 Episoden)
- 2018: Extremist (Экстремист) (Kurzfilm)
- 2018: Grenzgänger – Zwischen den Zeiten (Rubezh/Рубеж)
- 2018: Ailing Angel (U angela angina/У ангела ангина)
- 2018: T-34
- 2019: Grand (Гранд) (Fernsehserie, 22 Episoden)
- 2019: The Wizard (Volshebnik/Волшебник)
- 2020: Zelyonyy furgon. Sovsem drugaya istoriya (Зелёный фургон. Совсем другая история) (Mini-Serie)
- 2020: Deeper! (Glubzhe!/Глубже!)
- 2020: Goodbye, America! (Gudbay, Amerika!/Родина)
- 2020: Deadly Illusions (Smertelniye illyuzii/Смертельные иллюзии)
- 2021: Talant (Талант) (Kurzfilm)
- 2021: The Relatives (Rodnye/Родные)
- 2021: Russian Yug (Рашн Юг)